# Pontebba
Pontebba (friulski: Ponteibe, niem. Pontafel, słoweń. Tablja) – miejscowość i gmina we Włoszech, w regionie Friuli-Wenecja Julijska, w prowincji Udine.
Według danych na rok 2004 gminę zamieszkiwało 1768 osób, 18,2 os./km².